# 胡德华 (企业家)
胡德华（1948年11月13日—2025年3月30日），祖籍湖南浏阳，生于河北省井陉县，中华人民共和国企业家，父亲为前中共中央总书记胡耀邦。

## 生平
胡德华是胡耀邦与李昭的第三个孩子。1948年11月13日，母亲李昭在从河北省石家庄地区撤退途中，在一辆运煤车上生下他。日后，李昭已记不得儿子具体的出生地。胡德华根据母亲讲述、查找资料，推定自己的出生地在井陉县。出生后，幼名胡利利。
1950年，父亲胡耀邦被任命为中共川北区党委书记、行署主任及军区政委，跟着中国人民解放军到川北。全家与祖父母团聚。祖父按家谱和“平安发财”的兄弟排序，为他取学名胡德发。由于父母工作繁忙，他有时随祖父生活，有时随外祖母生活。1952年，胡耀邦调到北京任中国共青团中央书记，母亲李昭亦来到北京。1953年，胡德发到北京生活。在幼儿园时，老师因繁体“发”难写之故，依“中华人民共和国”为他改名为胡德华。
胡德华在北京育英学校学习。中学考入清华大学附属中学，后遇文化大革命爆发。高中毕业后，曾当市政工人、中国人民解放军战士，此后到南京中国人民解放军通信工程学院学习，并留院任教十多年。
1986年9月，任中国科学院北京软件工程研制中心主任助理。1991年下海，投身软件开发、能源环保事业，历任北京泰利特科技发展有限公司董事长，上海泰历盟环保实业有限公司董事长，北京九尊能源股份有限公司董事。投资项目有植树造林、填海造地、科技开发等等。
2025年3月30日，据《星岛日报》报道，胡德华于当晚11时因突发心梗在家中去世，享年77岁。

## 著作
- 胡德华. . 现代出版社. 2013年: 272. ISBN 9787514312478.

## 家庭
- 父：胡耀邦，前中国共产党中央委员会总书记
- 母：李昭（1921年12月20日-2017年3月11日）
- 大哥：胡德平，中共中央统一战线工作部副部长，中华全国工商业联合会副主席；
- 二哥：刘湖，华润集团常务董事、副总经理
- 妹：李恒（满妹），中华医学会副秘书长，某外企高管。[7]